# Asher Roth
Asher Paul Roth (Morrisville, 11 agosto 1985) è un rapper statunitense.

## Biografia
Da ragazzo mette sul web alcune sue produzioni e nel 2006 viene notato dal produttore Scooter Braun.
Attraverso Braun l'artista giunge all'attenzione di Jay-Z, che lo mette sotto contratto per la Universal. Nel 2008 pubblica un mixtape e nell'aprile 2009 esce il suo primo album ufficiale Asleep in the Bread Aisle. Questo disco viene pubblicato anche da altre etichette e viene anticipato da diversi singoli che ottengono un ottimo successo, su tutti I Love College e Lark on My Go-Kart. Al disco, che raggiunge la quinta posizione della Billboard 200, partecipano tra gli altri Keri Hilson, Miguel e Cee-Lo Green.
Nei primi mesi del 2010 si dedica ad un nuovo lavoro discografico, che poi a causa di alcuni problemi tecnici e di copyright derivanti dall'utilizzo di molti samples, si trasforma in un EP dal titolo The Rawth EP. Questo EP viene pubblicato nel dicembre 2010 e vede la collaborazione di Nottz Raw.
Nel periodo 2009-2010 si dedica anche all'attività live e alla pubblicazione di alcuni mixtape. Il brano Last Man Standing (feat. Akon) viene inserito nella colonna sonora del videogioco Madden NFL 12.
Nel novembre 2011 sigla un contratto con la Def Jam Recordings.
Nel giugno 2013 pubblica The Greenhouse Effect Vol. 2, un altro mixtape. Nell'aprile 2014 pubblica il suo secondo album RetroHash. Il disco presenta altre collaborazioni: ZZ Ward, Currensy, Vic Mensa e Chuck Inglish sono tra queste.

## Discografia
Album studio
- 2009 - Asleep in the Bread Aisle
- 2014 - RetroHash

EP
- 2005 - Just Listen
- 2010 - The Rawth EP (con Nottz Raw)